# Esperiopsis papillata
Esperiopsis papillata är en svampdjursart som först beskrevs av Vosmaer 1880.  Esperiopsis papillata ingår i släktet Esperiopsis och familjen Esperiopsidae. Inga underarter finns listade i Catalogue of Life.